# Shandong
Xantum, Xantungue, Chantungue ou Shandong (em chinês: 山东; romaniz.: Shāndōng (pinyin)) é uma província da República Popular da China. Sua capital é a cidade de Jinan. A província deu o nome a um tipo de tecido de seda, o xantungue. É um tradicional centro do taoismo. Segundo a lenda, em frente ao seu litoral se localizaria P'eng Lai Shan, a mitológica "ilha dos imortais".

## Maiores cidades
| Posição | Cidade   | População |
| ------- | -------- | --------- |
| 1       | Qingdao  | 2 785 456 |
| 2       | Zibo     | 2 746 244 |
| 3       | Jinan    | 2 481 037 |
| 4       | Weihai   | 2 090 165 |
| 5       | Tai'an   | 1 615 355 |
| 6       | Dongying | 1 541 887 |
| 7       | Linyi    | 1 231 709 |
| 8       | Weifang  | 919 274   |
| 9       | Heze     | 833 624   |
| 10      | Jining   | 804 012   |